# Рижский электромашиностроительный завод
Рижский электромашиностроительный завод (РЭЗ, латыш. Rīgas elektromašīnbūves rūpnīca, AS RER) — одно из крупнейших машиностроительных предприятий Латвии. Основан в 1946 году. Специализируется на производстве электрооборудования для рельсового электрического транспорта (электропоезда, трамвай, метро).

## История
С конца XIX века здесь располагалось одно из крупнейших предприятий России — завод «Проводник», занимавший по объёмам производства четвёртое место, а по производству шин — второе место в мире. Шины «Проводника» использовались на автомобилях «Руссо-Балт», велосипедах и самолётах. В Первую мировую войну завод был эвакуирован из Риги и ликвидирован в 1928 году.
В советское время на территории бывшего предприятия «Проводник» в 1940 году был образован завод № 464 1-го Главного управления НКАП СССР. Главным конструктором назначен Михаил Пашинин. В 1941 году заводу был утверждён план по выпуску 100 самолётов Як-7 и организация серийного производства самолёта УТИ-26, велась реконструкция и строительство новых корпусов. Во время Второй мировой войны, в июле 1941 года, завод эвакуирован в Куйбышев (р-н Безымянка) где вошёл в состав строящегося завода № 122.

## РЭЗ
После окончания Второй мировой войны было принято решение на площадке бывшего завода № 464 построить завод по производству комплектного тягового электрооборудования для пригородных электропоездов. 8 февраля 1946 года «Рижский электромашиностроительный завод» (РЭЗ) был утверждён постановлением НКЭП СССР как действующее предприятие.
В период с 1951 по 1980 годы РЭЗ сформировал и развил производство электрооборудования для пригородных электропоездов постоянного и переменного токов.
В 1957—1958 годах завод разработал и приступил к серийному выпуску электрооборудования для десятивагонных электропоездов ЭР-1. С 60-х годов совместно с Рижским вагоностроительным заводом (РВЗ) занимался выпуском электропоездов серии ЭР2 и ЭР9. Многие изделия были разработаны и освоены впервые в СССР, например электрооборудование электропоездов ЭР9 (с полупроводниковым выпрямителем) и ЭР22 (с рекуперацией энергии в сеть).
В 70-х годах на заводе было произведено электрооборудование для первого советского скоростного электропоезда ЭР200.
В 1986 году в состав производственного объединения «Рижский электромашиностроительный завод» Министерства электротехнической промышленности (МЭТП) СССР входили Резекненский завод электрооборудования напольного транспорта, Опытный завод по производству изделий порошковой металлургии и Рижский завод электробытовых машин.

### Директора завода
- 1946—1948 год — А. И. Кричко в должности директора и гл. инженера.
- 1948—1949 год — А. А. Суворов
- 1949—1951 годы — Л. З. Бунин
- 1951—1957 годы — Б. С. Соделль, гл. инженер Н. В. Александров
- 1957—1971 годы — М. Т. Фесенко, гл. инженер А. Я. Фиш
- 1971—1980 годы — Ю. Я. Земель, гл. инженер Л. П. Сафронков.
- 1980—1983 годы — О. Г. Анфимов
- 1983—1986 годы — А. М. Солодунов.

### Продукция завода
Основная номенклатура ПО РЭЗ: электрооборудование для пригородных поездов, электрооборудование для освещения вагонов, электрооборудование для электропогрузчиков, электрооборудование для трамваев, крановые электродвигатели, маховичные генераторы, низковольтная аппаратура (магнитные пускатели), изделия из металлокерамики.
С 1950-х годов годах при заводе действовало первое в Советском Союзе производство бытовых стиральных машин.
В 50-е завод наладил производство стиральных машин: «ЭАЯ-2», «ЭАЯ-3», «Рига-54», «Рига-55».
С 1960-х годов выпускались модели «Рига-60», «Рига-8», «Рига-13», «Рига-15», «Рига-17».
В 70-х годах была разработана новая полуавтоматическая стиральная машина «Рига-20».
В 1980 году на заводе производили электрику для электромобилей РАФ-2910, используемых на «Олимпиаде-80»

## RĪGAS ELEKTROMAŠĪNBŪVES RŪPNĪCA
В 1990-х годах вместе со всей промышленностью Латвии завод пережил экономический спад. Были простои из-за отсутствия заказов. Ряд производств был закрыт из-за нерентабельности. Численность работающих значительно сократилась. Тем не менее, принятые меры помогли сохранить основной промышленный потенциал и кадры предприятия.
В 1991 году Рижский электромашиностроительный завод преобразован в акционерное общество «Rīgas elektromašīnbūves rūpnīca» (RER).
Среди потребителей продукции завода ведущие вагоностроительные предприятия России и стран СНГ — ОАО «Демиховский машиностроительный завод», ОАО «Тверской вагоностроительный завод», ОАО «Метровагонмаш», ОАО «Торжокский вагоностроительный завод», ОАО «Октябрьский электровагоноремонтный завод», ОАО «Лугансктепловоз», ПРУП «Гомельский вагоноремонтный завод».
В 1993—1998 годах заводом было разработано и выпущено современное электрооборудование для поездов постоянного тока ЭД2М, ЭД4М и переменного тока ЭД9М с электрическим торможением для Демиховского машиностроительного завода, электрооборудование поездов постоянного тока ЭТ2М с электрическим торможением, затем оборудование поездов с переключением электродвигателей, дающее экономию электроэнергии до 20 %, для Торжокского вагоностроительного завода (оба в России). Было также начато серийное производство комплектов электрооборудования для завода «Лугансктепловоз». Непрерывно обновлялось и производилось электрооборудование для пассажирских вагонов.
Система управления качеством предприятия сертифицирована на соответствие международным требованиям стандартов ISO 9001:2000.
Продукция АО РЭЗ экспортируется в Россию, Украину, Белоруссию, Польшу, Швецию и другие страны.
С 2015 года крупнейшим владельцем акций завода «Rīgas Elektromašinbūves rūpnīca» была российская компания «Крона Груп» (46 %)
В ноябре 2020 года российская компания ООО Холдинг «Транспортные компоненты» приобрела у кипрской компании Measurestep Enterprises Limited 34,45 % акций RER и 46 % акций RER у компании «Крона Груп», став таким образом крупнейшим держателем акций.

## Награды
- Орден Ленина